# Santuario de Nuestra Señora de Ibernalo
El Santuario de Nuestra Señora de Ibernalo es una ermita que se encuentra en el despoblado de Ibernalo, perteneciente al concejo de Santa Cruz de Campezo, que está situado en el municipio de Campezo, en la provincia de Álava, País Vasco (España).

## Localización
Se localiza en las faldas de las Sierra de Codés, en lo alto de una colina, a 600 metros de altitud y al Este de Santa Cruz de Campezo.

## Historia
Fue la parroquia de la aldea de Ibernal, citada en la Carta de Don Jerónimo Aznar en 1257. De su construcción medieval solo quedan tres canes incrustados en los muros de la edificación moderna, al N.O. del edificio que fue reformado en 1930, conservando la espadaña románica de la antigua ermita en la fachada.

### Cofradía
La Cofradía Ntra. Sra. de Ibernalo continúa la tradición de hacer de Ibernalo un lugar de encuentro y acogida; organiza y apoya actividades; vela por el mantenimiento y arreglo de la ermita, su entorno y sus dependencias, etc.

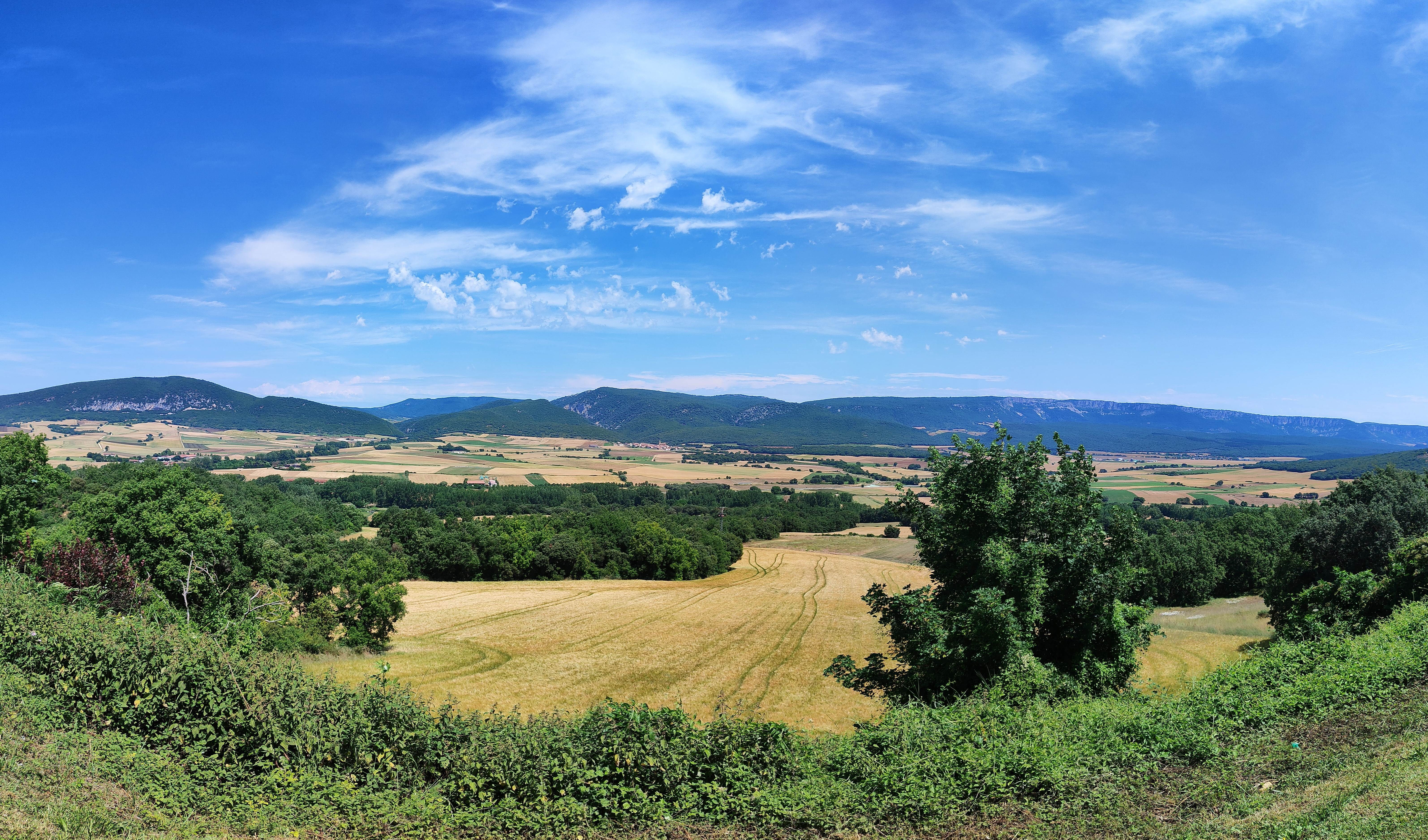
Panorámica desde Ibernalo

## Descripción

### Exterior
El templo es de planta de cruz latina, cabecera recta y una sola nave. La luz ilumina la estancia a través de cuatro vanos ojivales abiertos en el muro Sur. La cubierta es de bóveda de arista y en el crucero de mayor tamaño.

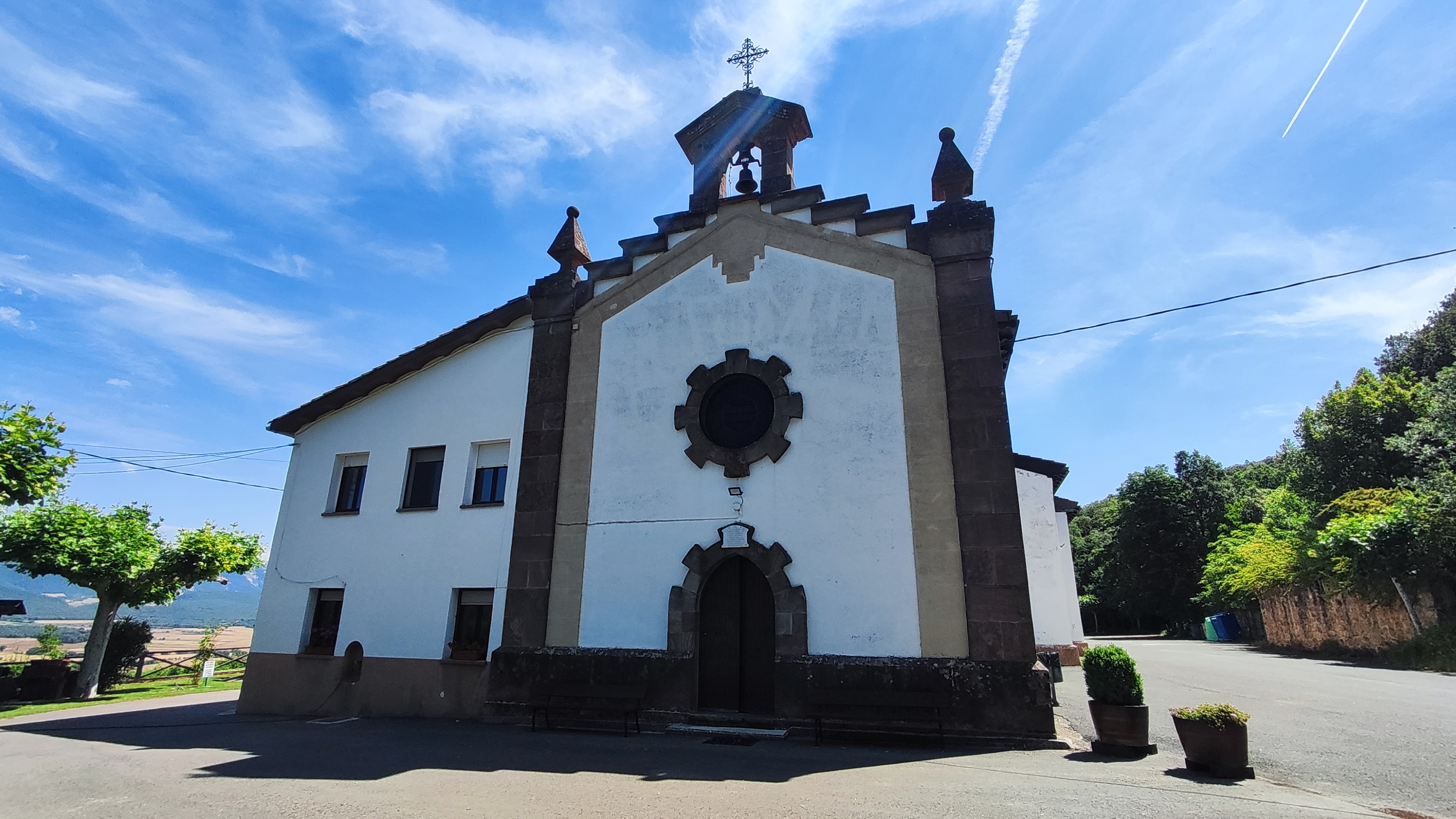
Nuestra Señora de Ibernalo

El acceso a la ermita se realiza por una puerta de arco apuntado orientada al Oeste. Sobre ella un óculo rodeado de piedras rojizas, como las que enmarcan la puerta y los dos torreones que encuadran la fachada y que terminan en unas pequeñas pirámides y bolas. La fachada está rematada por una espadaña que tiene una campana.Adosada a la zona Norte se halla un restaurante y casa rural con unas vistas panorámicas únicas. Su origen es un edificio de uso terciario que fue restaurado por el Ayuntamiento de Campezo, titular de su gestión.

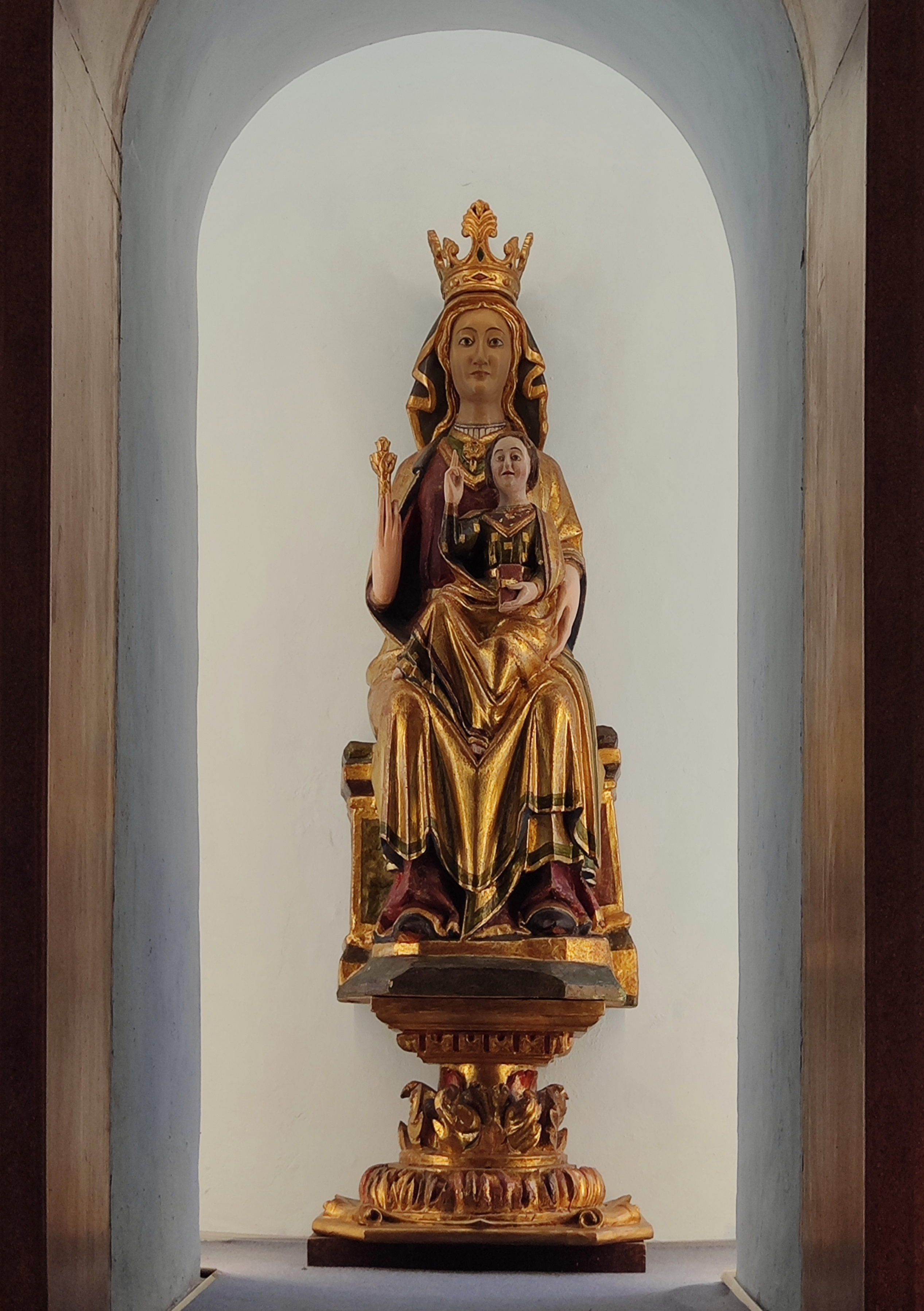
Andra Mari de Ibernalo

### Interior
En el presbiterio ostenta un retablo neoclásico pintado del siglo XIX con capiteles corintios y elementos ornamentales dorados. El centro está ocupado por el camarín de la Virgen de tipo "Andra Mari" y fechable entre los siglos XIII-XIV. Los brazos del crucero están ocupados por dos capillas con sus correspondientes retablos: La capilla de la Epístola dedicada a San Isidro y la del Evangelio dedicada a San Cristóbal. Al fondo de la nave se eleva un coro al que se accede por una escalera de madera.

## Imagen mariana
La imagen principal de la advocación, Nuestra Señora de Ibernalo, se corresponde con una talla de madera policromada y dorada, fechada en su realización entre los siglos XIII y XIV, según las referencias de la historiadora Micaela Portilla. Pertenece a la tipología Andramari, de imágenes marianas sedentes de esa época en el País Vasco.
Sus dimensiones son de 135 x 57 x 38 ctm y está apoyada en una peana de factura posterior. Su ubicación en el Santuario en el camarín del retablo central, una pieza neoclásica del siglo XIX.
Como principal valor artístico de la talla está la técnica ornamental renacentista del brocado aplicado en la policromía, sobre todo en su manto. Esta característica fue señalada antes de las labores de restauración de 2019, dirigidas por el Servicio de Restauración de la Diputación Foral de Álava.

### Restauraciones
La talla ha sido restaurada en cuatro ocasiones:
- 1785: Una restauración de manos torpes". La imagen se retocó sobre todo en el rostro para que apareciera revestida según la moda del tiempo. Se puede ver en la litografía más antigua que se dispone de la Virgen.[10]

- 1919: La imagen fue despojada de los vestidos adicionales que tanto la afeaban, quedando sólo el manto y la corona, como se había venerado antes por el pueblo.[10]

- 1959: Por fin se restauró completamente, rostro y velo, quedando lo demás intacto, tal y como hace más de 700 años salió de las manos de su autor (anónimo). Tras ser traída de Vitoria y recibida por el pueblo con todos los honores (el Ayuntamiento financió la restauración), el 15 de mayo de 1959 se celebró la procesión de entrada de la imagen en su santuario. Así pues el día de San Isidro de 2019 se cumplieron 60 años de la anterior restauración.[10]
- 2019: Fue propuesta por la Cofradía de Ibernalo a la Diputación Foral de Alava y las dos instituciones financiaron la restauración, con un coste superior a 3.000 euros. Los trabajos consistieron en un tratamiento curativo-preventivo antixilófagos, fijaciones, eliminación de suciedad, estudio de policromías, estucado, reintegración y protección final. Su traslado a la ermita fue en julio de 2019.[8]

## Fiesta
Celebra fiesta el 15 de mayo y en septiembre.